# Квинт Фабриций (консул 2 пр.н.е.)
Квинт Фабриций (на латински: Quintus Fabricius) e политик на ранната Римска империя.

## Биография
Произлиза от фамилията Фабриции.
През 2 пр.н.е. той e суфектконсул. Консули тази година са Август (за XIII път) и Марк Плавций Силван, a суфектконсули са Луций Каниний Гал, Гай Фуфий Гемин и Квинт Фабриций.